# 江阴高铁站 (地铁)
江陰高鐵站位于中华人民共和国江苏省无锡市江阴市江阴站地底，是无锡地铁S1线的地铁车站，于2024年1月31日启用。此站与江阴站垂直相交，站厅位于地下一层，站台位于地下二层。车站南侧的盾构区间与江阴站的地下人行通道同时下穿新长铁路，是全线施工最大的难点，与2022年12月27日最后打通。此站是江阴站枢纽的一部分，组成了拥有铁路、公交车和地铁的枢纽。车站共设置4个出入口。

## 車站構造
江阴高铁站为地下二层车站，站厅区位于地下一层，设有自动售检票系统、客服中心及11台自动取款机等；地下二楼是乘客购票后进闸候车的站台区。本站设有4个出入口，並设置直升直降的电梯，可以供残疾人使用。

### 楼层分布
| 地面              | 出入口 | 1-4出入口                                                                                                   |
| 地下一层          | 站厅   | 客服中心、自动售票机、验票机                                                                                |
| 地下二层          | 站台   | \| \| \| █ S1线往江阴外滩（江阴中醫院） \| \| 島式 · 開左邊车门 \| \| \| \| \| \| █ S1线往南方泉（南閘） \| |
|                   |        | █ S1线往江阴外滩（江阴中醫院）                                                                              |
| 島式 · 開左邊车门 |        | |
|                   |        | █ S1线往南方泉（南閘）                                                                                      |

### 出入口信息
江陰高鐵站共设4个出口，各出口及周围设施如下所示：
| 出口编号            | 地点 | 可到达目的地 |
| ------------------- | ---- | ------------ |
| 1 · 出口            |      |              |
| 2 · 出口 · （设有） |      |              |
| 3 · 出口            |      |              |
| 4 · 出口            |      |              |
| 图例： 设有         |      |              |